# Toulouse FC
Toulouse Football Club je francoski nogometni klub iz Toulousa. 

## Zgodovina kluba
Ob ustanovitvi leta 1970 se je imenoval Union Sportive de Toulouse in je igral v rdeče-rumenih dresih. Svojo pot je začel z igranjem v drugi francoski ligi in se leta 1977 preimenoval v trenutno ime in zamenjal drese za vijolično-bele. Prvo relegacijo v 1. francosko ligo je dosegel leta 1982.
V evropskih tekmovanjih so sodelovali štirikrat. Največji uspeh kluba je bil doseg tretjega kvalifikacijskega kroga za Ligo prvakov v sezoni 2007/08. Tam ga je porazil Liverpool z 0-5, a so se uspeli uvrstiti v Evropsko ligo. Tam pa so v svoji skupini dosegli zadnje mesto z 1 zmago in 3 porazi.
Toulouse FC igra na stadionu Municipal, kateri sprejme 35.472 gledalcev. Vzdevek igralcev pa je "Les Pitchouns".

## Rivalstvo
Toulouse FC ima rivalstvo s klubom Bordeaux. Derbi se imenuje "Derby de la Garonne", saj mesti obeh klubov povezuje reka Garona.